# Silvania
Silvania è un comune della Colombia facente parte del dipartimento di Cundinamarca.
Il centro abitato venne fondato da Francisco Gomez De La Cruz nel 1608, mentre l'istituzione del comune è del 5 gennaio 1949.